# Promozione Campania-Molise 1973-1974
Nella stagione 1973-1974 la Promozione era il quinto livello del calcio italiano (il massimo livello regionale). Qui vi sono le statistiche relative al campionato in Campania e Molise.
Il campionato è strutturato in vari gironi all'italiana su base regionale, gestiti dai Comitati Regionali di competenza. Promozioni alla categoria superiore e retrocessioni in quella inferiore non erano sempre omogenee; erano quantificate all'inizio del campionato dal Comitato Regionale secondo le direttive stabilite dalla Lega Nazionale Dilettanti, ma flessibili, in relazione al numero delle società retrocesse dal Campionato Interregionale e perciò, a seconda delle varie situazioni regionali, la fine del campionato poteva avere degli spareggi sia di promozione che di retrocessione.

## Girone A

### Squadre partecipanti
| Club                | Città (provincia)          | Stadio | Stagione precedente |
| ------------------- | -------------------------- | ------ | ------------------- |
| Pol. Acerrana       | Acerra (NA)                |        |                     |
| S.S. Aesernia       | Isernia                    |        |                     |
| U.S. Boys Caivanese | Caivano (NA)               |        |                     |
| A.P. Forio          | Forio (NA)                 |        |                     |
| F.B.C. Frattese     | Frattamaggiore (NA)        |        |                     |
| S.S.C. Giugliano    | Giugliano in Campania (NA) |        |                     |
| U.S.C. Grumese      | Grumo Nevano (NA)          |        |                     |
| Italsider Bagnolese | Napoli                     |        |                     |
| A.S. Lacco Ameno    | Lacco Ameno (NA)           |        |                     |
| Marianella          | Napoli                     |        |                     |
| A.C. Montesarchio   | Montesarchio (BN)          |        |                     |
| U.S. Nuova Vomero   | Napoli                     |        |                     |
| G.S. Pomigliano     | Pomigliano d'Arco (NA)     |        |                     |
| S.I.S. Aversa       | Aversa (CE)                |        |                     |
| A.S. Sanità         | Napoli                     |        |                     |
| Pol. Succivo        | Succivo (CE)               |        |                     |

### Classifica finale
|  | Pos. | Squadra             | Pt | G  | V  | N  | P  | GF | GS | DR  |
|  | ---- | ------------------- | -- | -- | -- | -- | -- | -- | -- | --- |
|  | 1.   | Giugliano           | 49 | 30 | 21 | 7  | 2  | 52 | 13 | +39 |
|  | 2.   | Grumese             | 48 | 30 | 21 | 6  | 3  | 67 | 19 | +58 |
|  | 3.   | Boys Caivanese      | 37 | 30 | 15 | 7  | 8  | 39 | 30 | +9  |
|  | 4.   | Italsider Bagnolese | 35 | 30 | 14 | 7  | 9  | 42 | 30 | +12 |
|  | 5.   | Aesernia            | 35 | 30 | 14 | 7  | 9  | 39 | 31 | +8  |
|  | 6.   | Succivo             | 34 | 30 | 12 | 10 | 8  | 51 | 40 | +11 |
|  | 7.   | Pomigliano          | 34 | 30 | 11 | 10 | 9  | 43 | 34 | +9  |
|  | 8.   | Nuova Vomero        | 32 | 30 | 8  | 16 | 6  | 22 | 21 | +1  |
|  | 9.   | Frattese            | 31 | 30 | 12 | 8  | 10 | 31 | 28 | +3  |
|  | 10.  | Forio               | 29 | 30 | 9  | 11 | 10 | 32 | 44 | -12 |
|  | 11.  | Montesarchio        | 25 | 30 | 9  | 7  | 14 | 33 | 41 | -8  |
|  | 12.  | Sanità              | 24 | 30 | 8  | 8  | 13 | 29 | 38 | -9  |
|  | 13.  | S.I.S. Aversa       | 24 | 30 | 6  | 12 | 11 | 20 | 32 | -12 |
|  | 14.  | Lacco Ameno         | 19 | 30 | 6  | 7  | 17 | 29 | 49 | -20 |
|  | 15.  | Marianella          | 16 | 30 | 3  | 10 | 17 | 19 | 57 | -38 |
|  | 16.  | Acerrana            | 8  | 30 | 1  | 6  | 23 | 20 | 59 | -39 |

Verdetti
- Giugliano promosso in Serie D
- Lacco Ameno, Marianella e Acerrana retrocedono in Prima Categoria

## Girone B

### Squadre partecipanti
| Club                    | Città (provincia)          | Stadio | Stagione precedente |
| ----------------------- | -------------------------- | ------ | ------------------- |
| Alba Santa Maria        | Pozzuoli (NA)              |        |                     |
| U.S. Ariano Valle Ufita | Ariano Irpino (AV)         |        |                     |
| U.S. Battipagliese      | Battipaglia (SA)           |        |                     |
| U.S. Cicciano           | Cicciano (NA)              |        |                     |
| S.S. Ercolanese         | Ercolano (NA)              |        |                     |
| U.S. Felice Scandone    | Montella (AV)              |        |                     |
| Pol. Gelbison           | Vallo della Lucania (SA)   |        |                     |
| A.C. Giac Boschese      | Boscoreale (NA)            |        |                     |
| S.S. Leonida Gragnano   | Gragnano (NA)              |        |                     |
| Mobili D'Elia           | Cava de' Tirreni (SA)      |        |                     |
| U.S. Nola               | Nola (NA)                  |        |                     |
| S.S. Pro San Giorgio    | San Giorgio a Cremano (NA) |        |                     |
| S.C. Sarnese            | Sarno (SA)                 |        |                     |
| A.S.C. Saviano          | Saviano (NA)               |        |                     |
| A.C. Savoia             | Torre Annunziata (NA)      |        |                     |
| A.P. Scafatese          | Scafati (SA)               |        |                     |
| A.S.C. Vico Equense     | Vico Equense (NA)          |        |                     |

### Classifica finale
|  | Pos. | Squadra            | Pt | G  | V  | N  | P  | GF | GS | DR  |
|  | ---- | ------------------ | -- | -- | -- | -- | -- | -- | -- | --- |
|  | 1.   | Nola               | 49 | 32 | 18 | 13 | 1  | 53 | 14 | +39 |
|  | 2.   | Saviano            | 47 | 32 | 18 | 11 | 3  | 49 | 27 | +22 |
|  | 3.   | Scafatese          | 39 | 32 | 13 | 13 | 6  | 32 | 17 | +15 |
|  | 4.   | Pro San Giorgio    | 38 | 32 | 14 | 10 | 8  | 41 | 27 | +14 |
|  | 5.   | Vico Equense       | 37 | 32 | 14 | 9  | 9  | 42 | 32 | +10 |
|  | 6.   | Felice Scandone    | 35 | 32 | 13 | 9  | 10 | 31 | 25 | +6  |
|  | 7.   | Leonida Gragnano   | 34 | 32 | 11 | 12 | 9  | 42 | 37 | +5  |
|  | 8.   | Cicciano           | 34 | 32 | 13 | 8  | 11 | 36 | 34 | +2  |
|  | 9.   | Mobili D'Elia      | 33 | 32 | 10 | 13 | 9  | 42 | 36 | +6  |
|  | 10.  | Gelbison           | 30 | 32 | 11 | 8  | 13 | 35 | 40 | -5  |
|  | 11.  | Ariano Valle Ufita | 29 | 32 | 8  | 13 | 11 | 38 | 39 | -1  |
|  | 12.  | Giac Boschese      | 29 | 32 | 9  | 11 | 12 | 38 | 38 | 0   |
|  | 13.  | Savoia             | 27 | 32 | 6  | 15 | 11 | 23 | 35 | -12 |
|  | 14.  | Battipagliese      | 26 | 32 | 8  | 10 | 14 | 31 | 43 | -12 |
|  | 15.  | Ercolanese         | 23 | 32 | 6  | 11 | 15 | 28 | 41 | -13 |
|  | 16.  | Sarnese            | 18 | 32 | 5  | 8  | 19 | 19 | 53 | -34 |
|  | 17.  | Alba Santa Maria   | 16 | 32 | 5  | 6  | 21 | 18 | 49 | -31 |

## Titolo campione regionale
La gara che ha assegnato il titolo di Campione Campano si è disputata tra il Giugliano (vincitore del girone A) e il Nola (vincitore del girone B) allo stadio Arturo Collana di Napoli.
| Napoli 1974                                      | Giugliano | 2 – 0 | Nola | Stadio Arturo Collana |
| \| \| \| \| \| Mautone Maieli \| Marcatori \| \| |           |       |      |                       |
|                                                  |           |       |      |                       |
| Mautone Maieli                                   | Marcatori |       |      |                       |